# Maria Grecea
Maria Grecea (n. 27 februarie 1974) este o politiciană română, aleasă deputată în legislatura 2012–2016 din partea Partidului Poporului – Dan Diaconescu (PP-DD).
În timpului mandatului a trecut la grupul parlamentar al Partidului Național Liberal. Maria Grecea a fost membră în grupurile parlamentare de prietenie cu Australia și Slovacia.